# Sekhobe Community
Sekhobe Community är en gemenskap i Lesotho.   Den ligger i distriktet Butha-Buthe, i den norra delen av landet, 120 km öster om huvudstaden Maseru.